# Clevudine
Clevudine (INN) là thuốc kháng vi-rút để điều trị viêm gan B (HBV). Nó đã được chấp thuận cho HBV ở Hàn Quốc và Philippines. Nó được bán bởi Bukwang Dược phẩm ở Hàn Quốc dưới tên thương mại Levovir và Revovir.
Theo giấy phép từ Bukwang, Pharmasset đang phát triển loại thuốc này, nhưng thử nghiệm lâm sàng giai đoạn III (nghiên cứu quốc tế, đa trung tâm, ngẫu nhiên, mù đôi, 96 tuần) đã bị chấm dứt do một số trường hợp bệnh cơ ở bệnh nhân. Sự chấp thuận của nó ở Hàn Quốc đã bị thu hồi sau những phát hiện này.  Các nhà nghiên cứu ở Hàn Quốc đang thử nghiệm clevudine với liều thấp hơn kết hợp với adefovir để tiếp tục sử dụng.
Nó là một chất tương tự nucleoside.